# Verbandsgemeinde Weida-Land
Die Verbandsgemeinde Weida-Land ist eine Gebietskörperschaft im Saalekreis in Sachsen-Anhalt. Die Verbandsgemeinde entstand am 1. Januar 2010. Da Verbandsgemeinden höchstens acht Mitgliedsgemeinden mit je mindestens 1000 Einwohnern haben dürfen, gab es am 1. Januar 2010 folgende Veränderungen:
- Zusammenschluss der Gemeinden Albersroda (459 Einwohner) und Steigra (870 Einwohner) zur neuen Gemeinde Steigra (1.329 Einwohner)
- Eingemeindung der Gemeinde Alberstedt (467 Einwohner) in die Gemeinde Farnstädt, deren Einwohnerzahl sich von 1.181 auf 1.648 erhöht
- Eingemeindung der Gemeinde Esperstedt (646 Einwohner) in die Gemeinde Obhausen, deren Einwohnerzahl sich von 1.811 auf 2.457 erhöht

Die angegebenen Einwohnerzahlen beziehen sich jeweils auf den Stichtag 31. Dezember 2008.

## Geographie
Durch die Verbandsgemeinde fließt die namensgebende Weida.

## Mitgliedsgemeinden
Zur Verbandsgemeinde Weida-Land gehören die folgenden sechs Mitgliedsgemeinden:
- Barnstädt
- Farnstädt
- Nemsdorf-Göhrendorf
- Obhausen
- Schraplau, Stadt
- Steigra

## Verkehr
Durch die Verbandsgemeinde führt die Bundesautobahn 38 sowie die Bundesstraße 180. In Nemsdorf-Göhrendorf gibt es einen Bahnhof.